# Tantry jogi najwyższej
Tantry jogi najwyższej (sanskryt. anuttara joga tantra, tyb. བླ་ན་མེད་པའི་རྣལ་འབྱོར་གྱི་རྒྱུད་, transliteracja Wyliego. rnal 'byor bla na med pa’i rgyud) – najbardziej zaawansowane tantry wadżrajany, gdzie występuje praktyka fazy spełniającej (transliteracja Wyliego. rdzogs rim), z punktu widzenia szkół sarma buddyzmu tybetańskiego takich jak sakja, kagju, gelug, dzionang.

## Etymologia
Termin „tantry jogi najwyższej” jest tłumaczeniem terminu sanskryckiego anuttara joga tantra. Słowo tantra dosłownie znaczy „sieć”, „tkać” i odnosi się do najsubtelniejszego stanu obecności zwanego Przejrzystym Światłem, którego kontynuacja trwa po śmierci tkając kolejno ze sobą reinkarnacje odrodzeń w samsarze a nieprzerwana zostanie nawet po zrealizowaniu nirwany.
Dziamgon Kongtrul Lodro Thaje w encyklopedii „Skarbnicy Wiedzy” buddyzmu wyjaśnia:
etymologicznie, słowo tantra wywodzi się od słowa wątek tkaniny, nici która biegnie nieprzerwanie tworząc utkaną całość materiału. Po tybetańsku słowo oznacza „kontynuację”. Oba te słowa odnoszą się zgodnie z perspektywą (wadżrajany) jakoby obecność była w swojej esencji zawsze pierwotna, nigdy nie stworzona, niezniszczalna, poza wszelkimi odniesieniami istnienia bądź nie istnienia czy dualizmu podmiot – przedmiot.
Słowo joga pochodzi od sanskryckiego rdzenia „yuj”, co znaczy „łączyć, zjednoczyć, kierować, skupiać uwagę”, ale też „jarzmo” oraz „powściągać”. Słowo najwyższa można rozpatrywać w odniesieniu do buddyjskiej czteroczęściowej klasyfikacji tantr, gdzie tantry jogi najwyższej znajdują się na najwyższej pozycji, tj. o pozycję wyższej w stosunku do tantr jogi. Syntezę tych słów można zaprezentować jako „najwyższą jednoczącą kontynuację”.

## Geneza

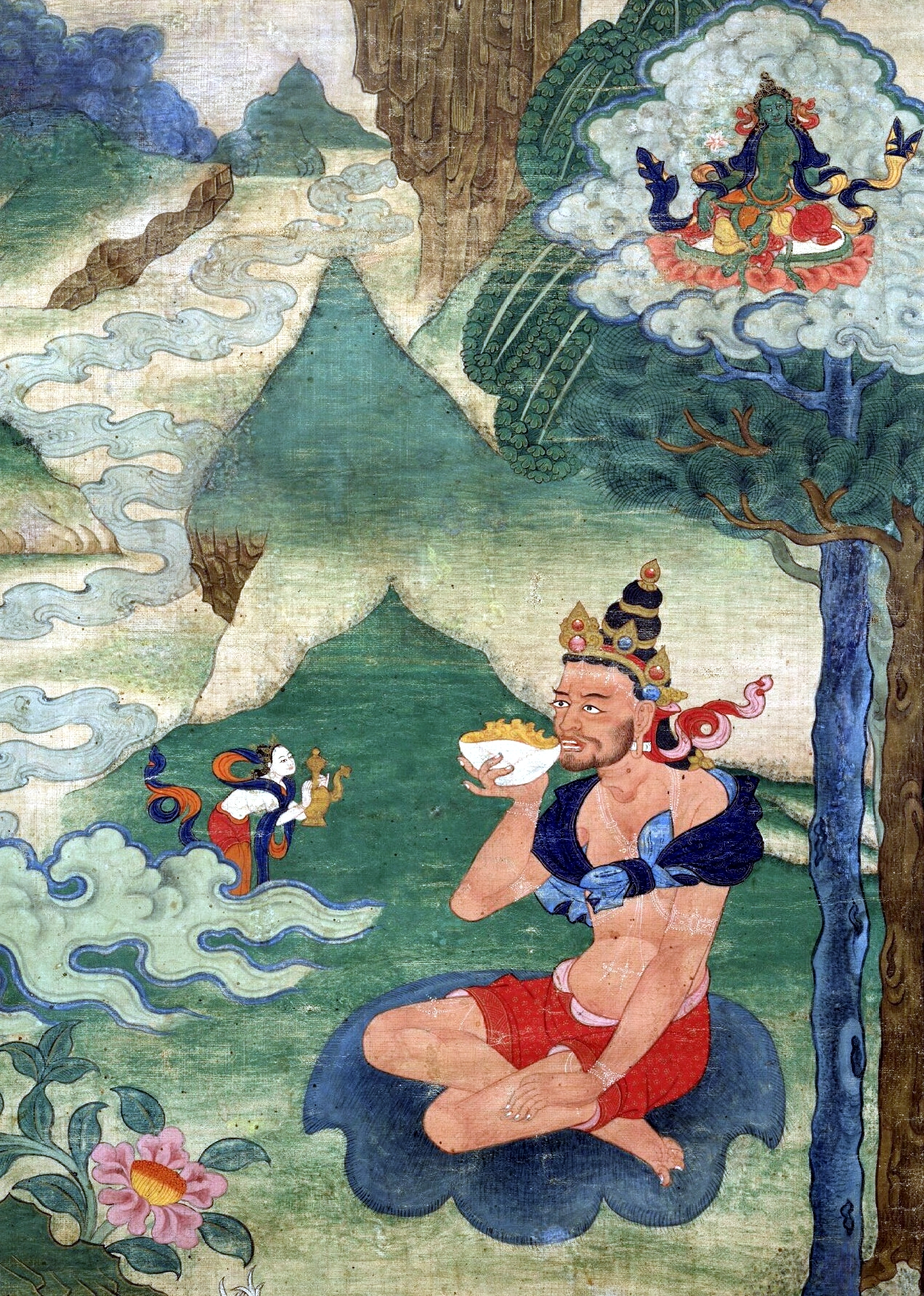
Indyjski mahasiddha Naropa (1016–1100 r. n.e.)

Tantry jogi najwyższej powstały w ostatnim okresie rozwoju wadżrajany na terenach współczesnych Indii i Pakistanu, a swoją popularność utrzymywały do końca XII w n.e. W tym okresie było obecnych najwięcej mistrzów i mistrzyń o randze mahasiddhy tych tantr w porównaniu do całej historii wadżrajany.
Nauki te przekazywane były w nieprzerwanej linii od indyjskich joginów i jogiń Naropa, Lalita Wadżra, Wirupa, Niguma, Luipa i innych, a ich źródłem jest pierwotny budda Wadżradhara. Według buddyzmu „pierwotny budda” odnosi się do stanu dharmakaji, jednego z trzech ciał buddy Siakjamuniego.
W XI wieku również nastąpiło przeniesienie i rozwój tych tantr do Tybetu i terenów sąsiadujących przez tybetańskich tłumaczy i mistrzów, m.in. Marpa Tłumacz (1012-1097) i Drokmi Tłumacz (993-1077), mahasiddha Orgjenpa (1230-1309) w tzw. „nowożytnych przekazach” sarma, kładąc podwaliny pod trzy nowe główne tradycje sakja, kagju i gelug. Ugruntował to wielki scholastyk Buton Rinczen Drup (1290–1364 r. n.e.), który zebrał wszystkie tantry zweryfikowane wtedy jako pochodzenia od buddy Siakjamuniego w kolekcji tengjur.
W szkole ningma natomiast występują tantry wewnętrzne maha joga, anu joga i ati joga (inaczej zwana dzogczen). Tantry wewnętrzne związane są z pierwszym okresem rozwoju tantr w Tybecie według tzw. „starożytnych przekazów”, okresem który zainicjował buddyjski król Trisong Decen (755–797 r. n.e.) i polegają podobnie jak tantry jogi najwyższej na fazach praktyki cierim i dzokrim (opisanych poniżej).
Dotychczas w Tybecie i regionach sąsiednich wyodrębniło się osiem wielkich systemów praktyk oraz pomniejsze tradycje przekazów.

## Teoria tantr jogi najwyższej

### Ogólny podział tantr w buddyzmie tybetańskim
Zgodnie z teorią buddyzmu tybetańskiego według sakja, kagju, gelug, wyróżnia się 4 klasy tantr: (1) tantry krija, (2) tantry carja (inaczej zwane upa), (3) tantry jogi oraz (4) tantry jogi najwyższej.
We wszystkich tych klasach tantr kultywuje się cztery rodzaje czystości: (1) czyste formy, tzw. jidamy, (2) czyste miejsce, tzw. mandala, tzn. pałac jidama z otoczeniem, (3) czyste doznawanie, doświadczanie błogości i pustości (siunjata), (4) czyste aktywności, nieograniczone, dla pożytku wszystkich istot.
W naukach tantr jogi najwyższej umysł i ciało nie traktuje się osobno, ale w odróżnieniu od innych klas tantr, pracuje się z nimi w praktyce fazy spełniającej dzokrim (transliteracja Wyliego: rdzogs rim) poprzez subtelną sieć kanałów, wiatrów i esencji poruszającymi się w ciele stopniowo „budując” sobie dostęp do natury umysłu.

### Pogląd i postępowanie w praktyce tantr
Ważne jest utrzymywanie właściwego poglądu opartego zarówno początkowo na teorii, jak i ostatecznie na bezpośrednim doświadczeniu pochodzącym z praktyki. W tym celu w praktyce tantr wspomaga się poglądami mahajany na temat natury buddy oraz „pustości” siunjata według szkół czittamatra i madhjamaka. Niemniej istotne obok owego kultywowania mądrości jest rozwijanie drugiej cechy mahajany tzw. miłującej dobroci bodhićitta w celu osiągnięcia doskonałego oświecenia poprzez praktykę tantryczną dla pożytku wszystkich czujących istot. Te dwie cechy mahajany są tym, co odróżnia tantrę buddyjską od hinduistycznej.
Rdzeniem praktyki jest również otrzymanie odpowiedniej inicjacji (zwanej po tybetańsku łang, wylie. dbang), bezpośredniego ustnego przekazu (po tybetańsku lung, wylie. rlung), wyjaśnień (po tybetańsku tri, wylie. khrid) od autentycznego duchowego nauczyciela (po tybetańsku lama, wylie. bla ma) oraz oddanie, otwartość do linii przekazu tantr i mistrza.
Praktyka tantr jogi najwyższej wymaga ponadto przestrzegania buddyjskich ślubowań (sanskryt. samaja) bodhisattwy, tantrycznych i nakazów tzw. „indywidualnego wyzwolenia” (tj. wyrzeczenia się zbędnych i przeszkadzających czynów związanych ze splamieniami umysłu i z przyczynami cierpienia dukkha), np. poprzez przestrzeganie pięciu podstawowych nakazów osób świeckich Vinai, powstrzymanie się od dziesięciu niewłaściwych czynów i nie uleganie tzw. ośmiu światowym (doczesnym) troskom (o materialny dobrobyt lub jego brak, uznany społeczny status bądź pogardę, o wyrazy społecznego uznania bądź nagany, posiadanie przyjemności zmysłów bądź ich nieposiadanie). Ślubowania te odnoszą się od kodeksów postępowania tzw. „trzech pojazdów” buddyzmu tybetańskiego, tj. hinajany, mahajany i wadżrajany. W celu rozwinięcia postaw indywidualnego wyzwolenia, bodhisattwy i tantrycznych związanych z owymi ślubowaniami zwykle przed praktyką tantr otrzymuje się od mistrza/mistrzyni tantr praktyki wstępne nyndro (tyb. སྔོན་འགྲོ།, tybetańska wymowa nöndro) bądź praktykę lamrim, np. tak jak jest to opisane w artykule o praktykach mahamudry.

### Podział praktyki tantr jogi najwyższej na dwie fazy
Wyróżnia się dwie fazy praktyki tantr jogi najwyższej:
1. fazę budującą (tyb. བསྐྱེད་རིམ་, transliteracja Wyliego. bskyed rim; wymowa cierim), gdzie praktykuje się równocześnie wizualizacje nad jidamem i jego mandalą z medytacją na „pustość” ich istnienia siunjata, przygotowując się do pracy z kanałami, wiatrami i esencjami w fazie spełniającej,
2. fazę spełniającą (tyb. རྫོགས་རིམ་, transliteracja Wyliego. rdzogs rim; wymowa dzokrim), gdzie poprzez biegłość w praktyce nad jidamem i odpowiednie ćwiczenia jogiczne (np. tsalung, tummo, „wadżra-recytacje” z subtelnymi kanałami, wiatrami i esencjami) osiąga się zjednoczenie Przejrzystego Światła z Ciałem Iluzorycznym, co jest równoznaczne ze zrealizowaniem mahamudry Tantr.

### Teoria na temat fazy spełniającej (dzokrim)

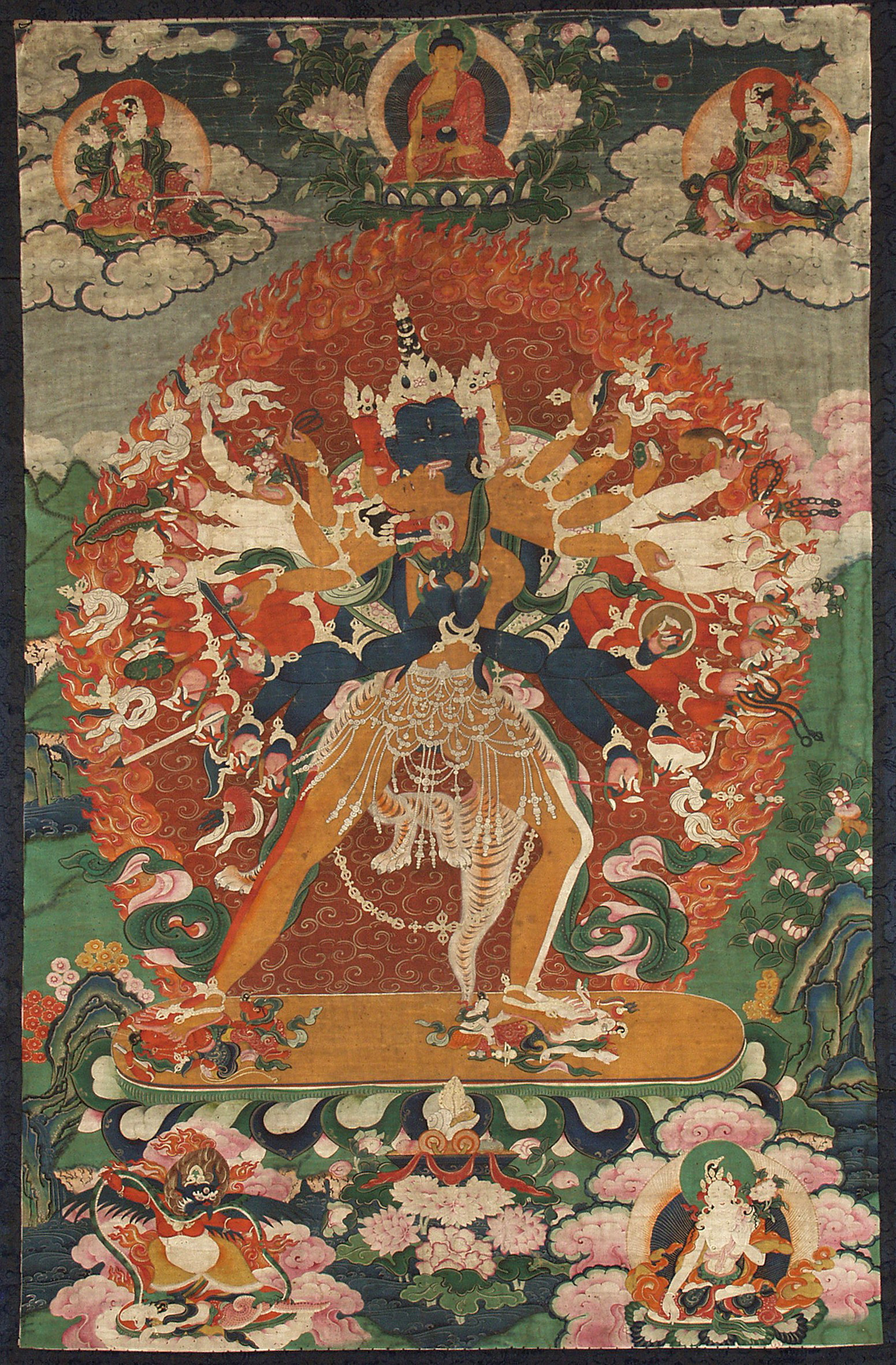
Malowidło do praktyki jidama Kalaczakry (Buriacja, XIX w n.e.)

Według teorii tantry Guhjasamadża (tyb. གསང་བ་འདུས་པ་, wylie. gsang ba 'dus pa, wymowa sangładüpa), zwanej „Królem Tantr” (gdyż jej teoria jest kluczowa również dla innych tantr jogi najwyższej), fazę spełniającą można podzielić na 6 następujących kolejno po sobie etapów:
1. fizyczne odizolowanie
2. werbalne odizolowanie
3. mentalne odizolowanie
4. nieoczyszczone Ciało Iluzoryczne (ang. illusory body, tyb. སྒྱུ་ལུས, wylie. sgyu-lus, wymowa gjulü)
5. Przejrzyste Światło (ang. clear light, tyb. འོད་གསལ་, wylie. ‘od gsal, wymowa ösel)
6. zjednoczenie Przejrzystego Światła z Ciałem Iluzorycznym wymagające dalszej praktyki

Istotne w tym podejściu jest to, że każde ciało żywej istoty, człowieka, posiada naturalnie również w sobie niewidoczny, subtelny system kanałów (sanskryt. nāḍi, wylie. rtsa), którymi poruszają się poprzez subtelne wiatry (sanskryt. prāṇa, wylie. rlung) odpowiednie subtelne esencje (sanskryt. bindu, wylie. thig le). Odpowiada to „pracy” umysłu, doświadczaniu rzeczywistości.
Według teorii tantry Guhjasamadża najbardziej subtelny element tego całego systemu, to natura umysłu Przejrzyste Światło. Stan ten pozostaje nawet po naturalnym procesie śmierci, zgodnie z prawem reinkarnacji. Natomiast dzięki praktyce tantr, że stanu tego może powstać dodatkowo Ciało Iluzoryczne (z najbardziej subtelnego fundamentalnego niezniszczalnego wiatru). Zrealizować to można jednak, jeżeli „przygotowało się” poprzez praktykę tantr za życia, uwzględniając subtelne stany medytacji i snu. Przejrzyste Światło w ciągu życia (podczas medytacji lub w procesie snu) jest wtedy stanem przebywania, gdy osiągnie się rozpuszczenie wszystkich subtelnych wiatrów (sanskryt. prana) w czasie fazy dzokrim, a Ciało Iluzoryczne jest stanem powstającym w czasie fazy dzokrim z owego Przejrzystego Światła.
Jeżeli przebywanie w „Przejrzystym Świetle” można będzie kontynuować pod koniec naturalnego procesu własnej śmierci, co po tybetańsku nazywa się tukdam (wylie. thugs dam), to w zamian formowania się stanu przejściowego bardo stawania się (Wylie. Sidpai bardo) nastąpi formowanie się tantrycznego „Iluzorycznego Ciała” (Wylie. sgyu-lus), „ciała” z którego następnie może być wybrane „Ciało Emanacji” (tulku, Wylie. sprul sku). Tantrycznie transformowane jest w ten sposób tworzenie się własnej samsary w tworzenie się nirwany, tj. „trzech ciał Buddy” według mahajany, odpowiednio dharmakaji, sambhogakaji i nirmanakaji. Powyższe podejście całkiem nieznane dla zachodniej i chińskiej nauki i medycyny, jest nauczane i praktykowane tylko poprzez tantry jogi najwyższej lub odpowiadające im praktyki w dzogczen. Wszystkie tantry jogi najwyższej umożliwiają osiągnięcie „Doskonałego Oświecenia” buddyzmu mahajany, niezwykle szybko i efektywnie, nawet w ciągu życia osoby je praktykującej.

### Podział tantr jogi najwyższej
Tantry jogi najwyższej według szkoły gelug dzieli się na 2 rodzaje tantr:
1. tantry ojcowskie, gdzie główny nacisk kładzie się na praktykowanie Iluzorycznego Ciała, np. Guhjasamadża i Wadżrabhajrawa,
2. tantry matczyne, np. Czakrasamwara, Wadżrajogini, gdzie większy nacisk kładzie się na praktykę Przejrzystego Światła.

W tradycji kagju oprócz tego wyróżnia się również tantry niedualne, zaznaczając, że w niektórych tantrach nacisk kładzie się na zjednoczenie Przejrzystego Światła z Ciałem Iluzorycznym, np. Hewadżra. Podobnie jest w tradycji sakja.
Tym niemniej ostatecznie wszystkie tantry jogi najwyższej urzeczywistniają zjednoczenie Ciało Iluzorycznego z Przejrzystym Światłem w celu osiągnięcia trzech ciał buddy według mahajany. Wyjątkiem jest Kalaczakra, gdzie w celu zrealizowania odpowiednio nirmanakaji i dharmakaji osiąga się zjednoczenie Pustej Formy (ang. Devoid Form, wylie. stong-gzugs, sanskryt. shunyatabimba) z Przejrzystym Światłem.

## Porównanie z innymi praktykami
W ningma wyróżnia się tantry zwane maha joga, anu joga i ati joga podkreślając nacisk odpowiednio na fazę budującą w maha jodze lub fazę spełniającą w anu jodze bądź wynikowy rezultat fazy spełniającej, tj. dzogczen. Tantry te, zwane wewnętrznymi, są porównywane do tantry jogi najwyższej, ale wyróżnia je to, że pochodzą w dużym stopniu od przekazu term, nauczane są w ujęciu dzogczen oraz posiadają unikalne natychmiastowe metody fazy budującej w przypadku anu jogi, oraz unikalne praktyki tögal (wylie. thod-rgal) w przypadku ati jogi. Przy czym należy zaznaczyć, że dzogczen posiada również swoje unikalne tantry, np. kolekcję tantr zwaną „Siedemnastoma Tantrami”, spopularyzowaną w Tybecie przez mahasiddhę Wimalamitra (wylie. Dri-med Bshes-gnyen; 8 w. n.e), która ma odmienną terminologię w porównaniu z innymi tantrami buddyzmu tybetańskiego. Dzogczen można ponadto zrealizować bez potrzeby praktykowania faz cierim i dzokrim, ale polegając wyłącznie na praktykach opartych np. na cyklu nintik (tyb. སྙིང་ཐིག་, wylie. sNying thig). Więcej czytaj w artykule dzogczen.
W kagju oprócz mahamudry tantr jaką są tantry jogi najwyższej istnieje również mahamudra sutr i mahamudra esencji. Mahamudra esencji jest tu najbardziej bezpośrednią metodą umożliwiająca zrealizowanie bez stopniowej praktyki faz cierim i dzokrim. Więcej czytaj w artykule mahamudra.
Chińskie szkoły buddyzmu chan, koreańskie sŏn i japońskie zen, pomimo że kultywują nauczanie o naturze umysłu porównywalne do mahamudry sutr, nie posiadają powyższych metod wadżrajany. Mahamudra sutr posiada bezpośrednie instrukcje ukazujące (ang. pointing out instructions) typowe dla tradycji wadżrajany opartych na oddaniu dla mistrza i jego linii przekazu i zgodnie z definicją z encyklopedii „Skarbnica Wiedzy” buddyzmu tybetańskiego owe „instrukcje mahamudry są po otrzymaniu wcześniej inicjacji (w tantry jogi najwyższej). To jest punkt wspólny dla (mahamudry) sutr i tantr”.
Tantry jogi najwyższej występują tylko w buddyzmie tybetańskim. W pozostałych tradycjach buddyzmu nie występują metody umożliwiające fazę spełniającą dzokrim. Japońska tradycja wadżrajany shingon posiada metody porównywalne jedynie dla tantr krija, carja i joga.